# Philippe Gardent (football américain)
Pour les articles homonymes, voir Gardent et Philippe Gardent (homonymie).
Philippe Gardent, né le 24 mars 1979, est un joueur français de football américain et de rugby à XIII. Comme joueur de football américain il fut troisième  français à évoluer en NFL (Washington Redskins et Carolina Panthers)  après Richard Tardits (1988-1992, 4 saisons) et Marc-Angelo Soumah (2003, Camp d'entrainement). Joueur professionnel en NFL Europa de 2003 à 2007.

## Biographie
Excellent skieur, Philippe Gardent vient tardivement au football américain (17 ans) mais il rejoint rapidement l'équipe de France juniors à la suite de ses prestations avec les Centaures de Grenoble. Il est sélectionné en Team Europe pour participer au Global Championship. Il est élu meilleur joueur défensif de cette compétition. Il rejoint ensuite les Argonautes d'Aix-en-Provence avec lesquels il est champion de France en 2001 et 2002. Il est désigné ces deux saisons là comme le meilleur linebacker du championnat de France.
Il participe à un camp d'entraînement de la NFL Europe en février 2003 et rejoint le Berlin Thunder. Avec Berlin, il gagne un World Bowl en 2004. En parallèle à sa carrière en NFL Europe il reste licencié dans des clubs français, Argonautes ou Cougars Saint-Ouen-l'Aumône (saison 2004-2005). Il est également régulièrement sélectionné en équipe de France de football américain avec laquelle il remporte la médaille de bronze aux Jeux mondiaux 2005.
Après deux nouvelles saisons concluantes en NFL Europe avec le Centurions de Cologne où il devient le premier joueur non américain à être désigné meilleur joueur (MVP) de défense en 2006, il signe fin août 2006 en NFL aux Washington Redskins profitant d'un programme de développement international. Il se rendra à Washington pour évoluer au sein de la franchise pendant 1 saison.
Le 9 juillet 2007, il signe un contrat de deux ans avec les Carolina Panthers. Il devra toutefois passer l'obstacle des camps d'été avant d'être aligné en championnat. Il fait ses débuts avec les Carolina Panthers à l'occasion d'un match de pré-saison face aux New York Giants le 11 août 2007 devenant ainsi le troisième joueur français à disputer ce type de rencontre après Richard Tardits, qui joua ensuite en NFL de 1990 à 1992 avec les New England Patriots et Marc-Angelo Soumah, qui fut coupé le dernier jour du camp de sélection par les Cleveland Browns en 2003. Malheureusement, Philippe est lui aussi écarté par les Carolina Panthers en fin de camp. Il a poursuivi sa carrière professionnelle en signant avec l'équipe des Alouettes de Montréal, équipe de la Ligue canadienne de football (LCF).
En 2008, Philippe Gardent décide de mettre sa carrière de football américain entre parenthèses pour se consacrer désormais au rugby à XIII, au sein du club des Celtic Crusaders de Cardiff.
En 2009, Philippe Gardent revient au football américain au sein du club du Flash de La Courneuve avec lequel il remportera son 3e titre de champion de France Elite (Casque de Diamant) après les 2 qu'il remporte en 2001 et 2002 avec les Argonautes d'Aix en Provence. Il aidera également l'équipe du Flash de la Courneuve à se hisser jusqu'en finale de la Coupe d'Europe des Clubs Champions (l'Eurobowl).
À partir de 2012, il commente sur la chaîne beIN Sports les matchs de la NFL en compagnie de Samyr Hamoudi. Il participe également aux développement du football américain à l'extérieur de l'Amérique du Nord par le biais de l'AFCTA (American Football Coaching & Teaching Academy).
À partir de la saison 2015-2016, il devient préparateur physique au sein de l'encadrement de l'ASM Clermont Auvergne en rugby à XV.
Le 3 février 2019, il commente le Super Bowl avec Jean-Pierre Gagick et Sébastien Sejean sur TF1. Un an plus tard, le 2 février 2020, il est de retour aux commentaires lors du Super Bowl LIV avec Jean-Pierre Gagick, toujours sur TF1.
A l'intersaison 2019, il rejoint le Stade Rochelais comme préparateur physique. Il quitte le club à l'été 2024.

## Statistiques NFL Europa
Ne prend en compte que les statistiques en escouade défensive.
| Année  |       | Placages | Placages | Placages | Sack | Fumbles |
| Année  | Total | Seul     | Assisté  |          | Sack | Fumbles |
| ------ | ----- | -------- | -------- | -------- | ---- | ------- |
| 2003   | 4     | 2        | 2        | 0        | 0    |         |
| 2004   | 9     | 5        | 4        | 0        | 0    |         |
| 2005   | 14    | 9        | 5        | 1        | 1    |         |
| 2006   | 70    | 48       | 22       | 1        | 0    |         |
| 2007   | 77    | 47       | 30       | 1        | 1    |         |
| Totaux | 174   | 111      | 63       | 3        | 2    |         |

## Palmarès

### Trophée professionnel
- NFL Europa, Worldbowl (1) : XII (2004)

### Trophées amateurs
- Championnat de France élite, Casque de diamant (3) : 2001, 2002, 2009

### Honneurs
- NFL Europe Meilleur défenseur 2006[1]
- All-NFL Europe League Team Defense 2006[12]
- NFL Europe Meilleur défenseur de la 1re journée 2006[12]
- NFL Europe Joueur national de la 10e journée 2006[12]
- NFL Europe Meilleur plaqueur de la ligue la saison 2006[12]
- NFL Europe Meilleur plaqueur de la ligue la saison 2007